# Meinrad
Meinrad (en español: Meinrado) es un nombre de pila masculino de origen alemán.

## Origen y significado
El nombre Meinrad se compone de dos elementos megin, "poder, fuerza" y rad, "consejo", por lo que significa "consejo poderoso".

## Onomástica
La onomástica se celebra el 21 de enero, día de san Meinrad de Einsiedeln y el 14 de junio día del "Siervo de Dios" Meinrad Eugster.

## Nombre
El nombre puede referirse a:
- Meinrad de Einsiedeln (797–861), ermitaño y santo alemán
- Meinrad I de Hohenzollern-Sigmaringen (1605–1681), príncipe alemán
- Meinrad II de Hohenzollern-Sigmaringen (1673–1715), príncipe alemán
- Meinrad de Lauchert (1905–1987), general alemán

- Meinrad Amann (1785-1839), clérigo austríaco
- Meinrad Burch-Korrodi (1897-1978), orfebre y coleccionista de arte suizo
- Meinrad Dreher (1763–1838), constructor de órganos alemán
- Meinrad Dreher (n. 1955), abogado y profesor universitario alemán
- Meinrad Eugster (1848-1925), benedictino suizo
- Meinrad Maria Grewenig (n. 1954), historiador de arte alemán
- Meinrad Henggeler (1792-1869), empresario y político suizo
- Meinrad Inglin (1893-1971), escritor suizo
- Meinrad Jungblut alias  PeterLicht , cantante alemán
- Meinrad Knapp (n. 1974), moderador austriaco
- Meinrad Kneer (n. 1970), bajista de jazz alemán
- Meinrad Lienert (1865-1933), escritor suizo
- Meinrad Miltenberger (1924-1993), piragüista alemán
- Meinrad Nell (n. 1945), actor austriaco
- Meinrad Perrez (n. 1944), psicólogo y profesor universitario suizo
- Meinrad Pichler (n. 1947), historiador austríaco
- Meinrad Schädler (1880-1964), político de Liechtenstein
- Meinrad Schär (1921-2007), médico y político suizo
- Meinrad Schmitt (n. 1935), compositor alemán
- Meinrad Schütter (1910-2006), compositor suizo
- Meinrad Spenger (n. 1975), empresario hispano-austriaco
- Meinrad Spieß (1683-1761), compositor alemán
- Meinrad Tiefenthaler (1902-1986), historiador y archivero austriaco
- Meinrad Troger (1696-1764), benedictino
- Meinrad Zünd (1916-1998), artista y escultor suizo